# Sphaerolaimus islandicus
Sphaerolaimus islandicus är en rundmaskart som beskrevs av E. Ditlevsen 1926. Sphaerolaimus islandicus ingår i släktet Sphaerolaimus och familjen Sphaerolaimidae. Arten är reproducerande i Sverige. Inga underarter finns listade i Catalogue of Life.